# Kanawha
Pour la rivière Little Kanawha, voir Little Kanawha.
La Kanawha est une rivière des États-Unis d'Amérique, longue de 156 km, et qui coule entièrement en Virginie-Occidentale. 

## Géographie
Elle est formée par la confluence des rivières New et Gauley, puis arrose les villes de Charleston et de Saint Albans avant de se jeter dans l'Ohio à Point Pleasant.
Les rives de la rivière forment une région industrielle majeure de Virginie-Occidentale. L'Interstate 64 traverse la rivière quatre fois.

## Voir aussi

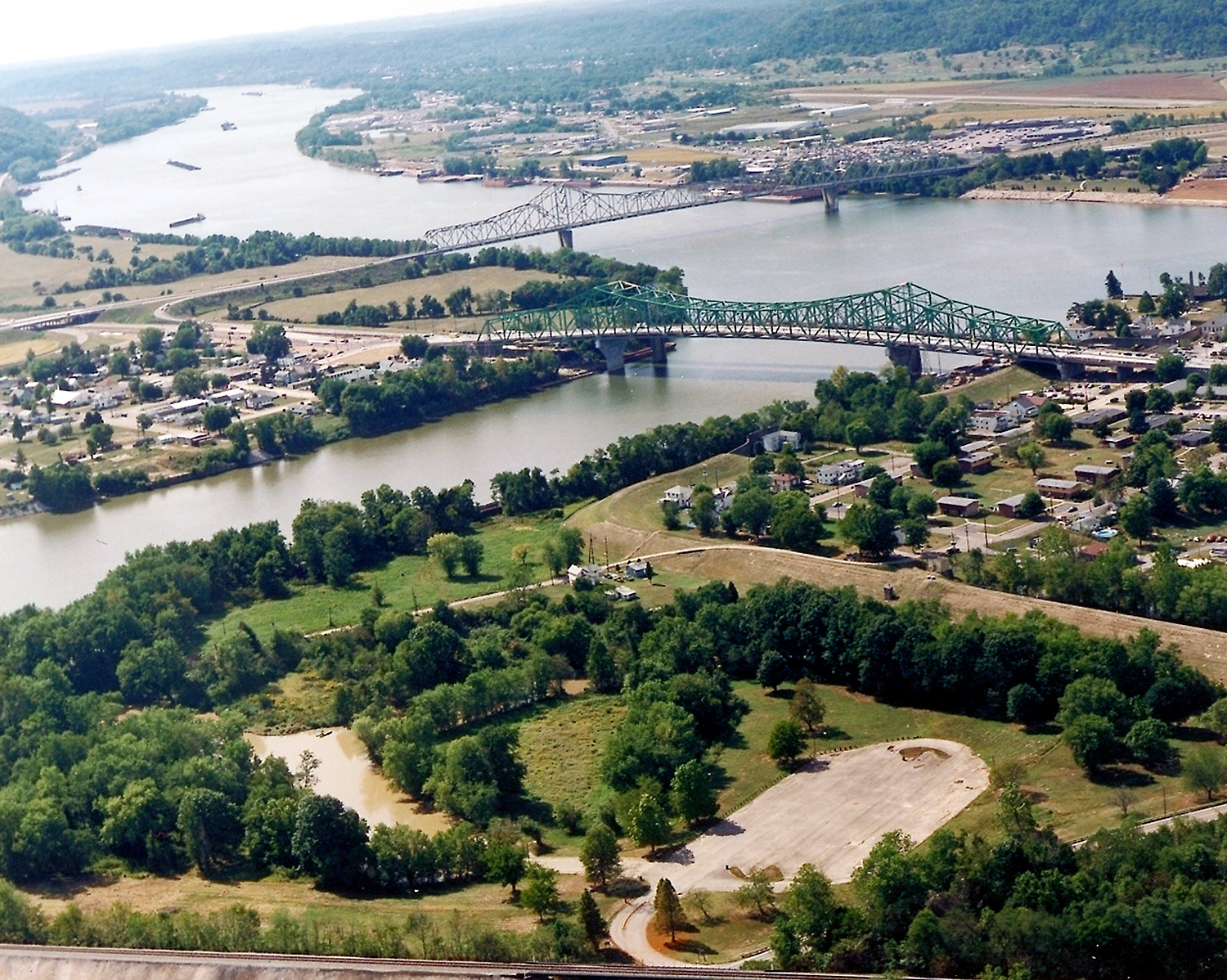
Le confluent de la Kanawha et de l'Ohio. On voit Silver Memorial Bridge sur l'Ohio.

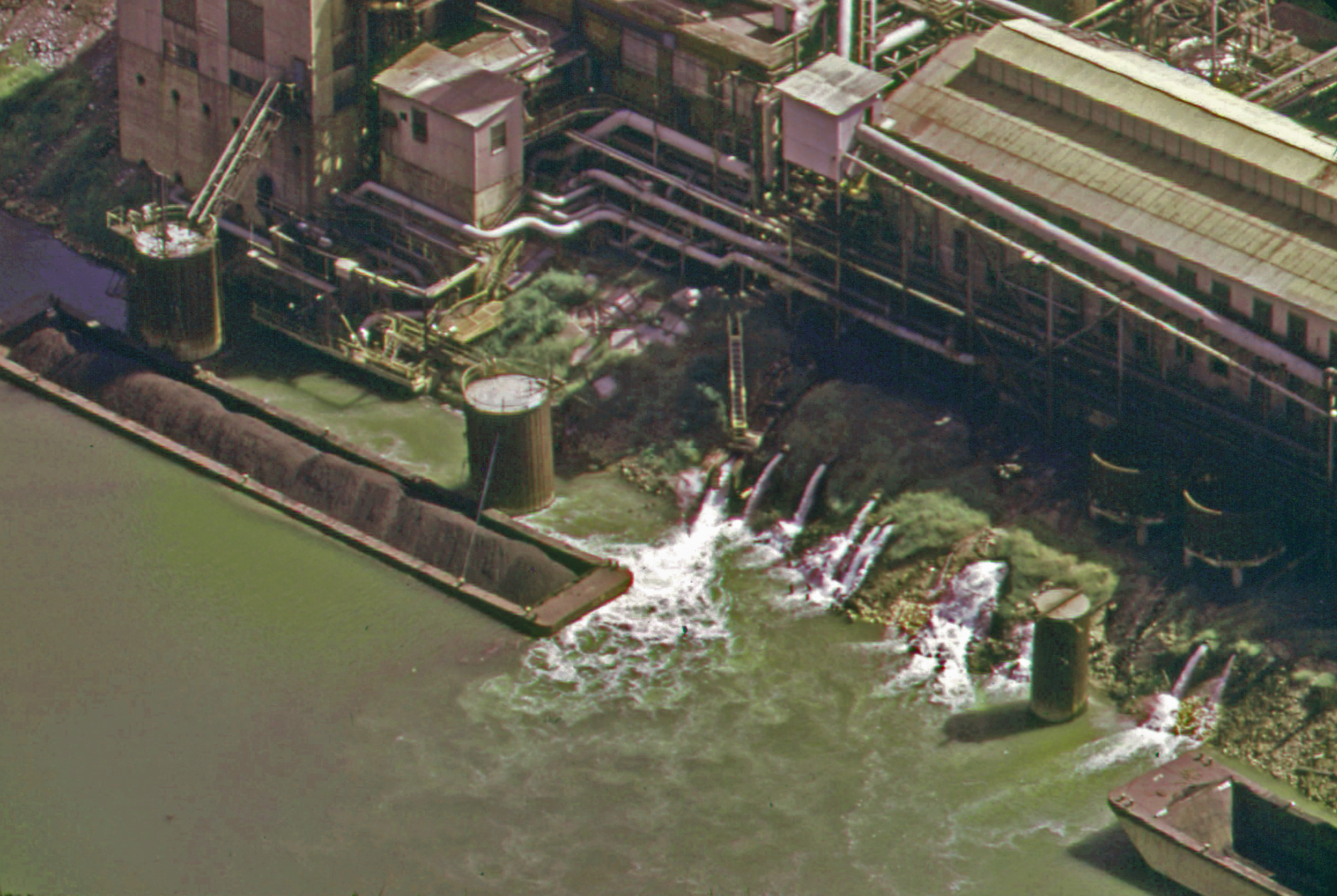
Rejets directs d'effluents de l'Usine Union Carbide de Charleston dans la rivière Kanawha en 1973 ; une partie de ces rejets provient du système de refroidissement de l'usine, source de pollution thermique.

## Principaux affluents
- New
- Gauley
- Elk
- Coal
- Pocatalico